# Loredana Groza
Loredana Groza Boncea (n. 10 iunie 1970, Gheorghe Gheorghiu-Dej, Bacău, România) este o cântăreață de muzică ușoară din România, actriță, compozitoare, prezentatoare TV, autoare, dansatoare, antrenoare în show-ul muzical Vocea României în primele 7 sezoane, precum și imaginea unor produse cosmetice.
Loredana și-a început cariera la Onești, pe atunci denumit Gheorghe Gheorghiu-Dej. Albumul său de debut Bună seara, iubito, a fost lansat în 1988, piesa cu același nume fiind una din cele mai cunoscute piese ale ei.
În 2002, inspirată de succesul albumului Agurida, Loredana decide să reinterpreteze melodii din perioada interbelică, care fac parte din albumul live Zaraza–vânzătoarea de plăceri lansat în decembrie 2002.
A fost căsătorită cu Andrei Boncea din 1998 până în 2023 și are o fiică împreună cu acesta.
În anul 2020, devine jurat al emisiunii X Factor.Însă, după doar câteva sezoane ea părăsește emisiunea.

## Biografia și cariera

### 1970–1986 - Copilăria și primele activități muzicale
Loredana Groza s-a născut pe data de 10 iunie 1970 în Gheorghe Gheorghiu-Dej, actualul Onești. A început să cânte de la vârsta de 3 ani, pasiunea sa continuând în timpul școlii primare și al liceului. În 1977, în clasa I a jucat în mai multe piese de teatru, una dintre ele (intitulată „Problema problemei”), fiind montată pe scena Casei de Cultură din orașul natal. Printre pasiunile sale din școala generală s-au numărat (pe lângă muzică, fiind în corul școlii din clasa a V-a), handbalul și învățătura. Pentru meritele sale, Loredana a fost aleasă comandantă de unitate. A participat la olimpiade școlare, obținând locul I la faza pe țară la disciplina limba română. A fost și este pasionată de „toate materiile care te ajută să-ți dezvolți o gândire armonioasă”. Fiind pasionată și de poezie, este acceptată în cenaclul literar „Sburătorul” sub îndrumarea poetului Gheorghe Izbășescu. A studiat vioara timp de 8 ani (de la vârsta de 6 ani până la vârsta de 14 ani) și a urmat cursuri de balet. Primele aprecieri apar la „Forumul Național al Pionierilor”.
În 1984 a fost admisă cu nota 9,95 la Liceul de Matematică – Fizică nr.1 din Gheorghe Gheorghiu-Dej, fiind prima pe liste. A câștigat Premiul I la Festivalul regional „Retorta de cristal” (1984), iar la nici 14 ani, la faza națională a concursului „Cântarea României” de la Focșani, a fost remarcată de Dumitru Moroșanu și Zsolt Kerestely, care au chemat-o la București să participe la preselecția concursului „Steaua fără nume”, deși vârsta minimă acceptată prin regulament era de 17 ani. Pentru a putea participa la acest concurs a fost nevoită să nu-și spună vârsta (având la acea dată doar 14 ani). A concurat cu Ramona Bădescu și Camelia Florescu. A câștigat „Steaua fără nume” în toate fazele, ultima etapă fiind în 1986. Probele au fost destul de dure: dicție, recitare, cântat doar cu pianul, apoi cu orchestra Radiodifuziunii Române, un duet cu o vedetă consacrată (Loredana va cânta în duet cu Dorin Anastasiu). În 1985 a câștigat Premiul I la Festivalul regional „Toamna Muzicală Băcăuană”.

### 1986–1989 - Debutul. Primele materiale discografice
La 16 ani, în 1986, participă pentru prima oară la Festivalul de Muzică Ușoară de la Mamaia (27 - 31 august), unde câștigă „Marele Premiu„, fiind atunci cea mai tânără participantă și câștigătoare din istoria Festivalului. A interpretat două cântece în primă audiție care au devenit în scurt timp șlagăre: „Mă întreb ce să fac?” (Marius Țeicu/Eugen Rotaru) și „Despre dragoste” (Dan Beizadea/Angel Grigoriu, Romeo Iorgulescu). În următoarea perioadă (1986-87), Marius Țeicu îi va încredința spre interpretare melodiile „Când iubești”, „Să nu-mi spui bun rămas”, „Nu pot trăi fără dor”, „Cine crede în iubire?”, toate devenind șlagăre.
Aparițiile la emisiunile la Radio și Televiziunea Română sunt tot mai frecvente. Apare într-o populară emisiune de varietăți realizată de Titus Munteanu. Începe seria înregistrărilor la Radio și Electrecord. Până în 1990 va imprima aproximativ 100 de piese care aparțin unor compozitori precum: Marius Țeicu, Adrian Enescu, Dan Beizadea, Marcel Dragomir, Jolt Kerestely, Mihai Pocorschi, Dani Constantin, Alexandru Simu, Aurel Manolache, Ion Cristinoiu, Mihai Grigoriu, Octav Firulescu, Cornel Fugaru, Mircea Drăgan ș.a. La numai 16 ani câștigă (cu 10 pe linie) trofeul popularei emisiuni TV „Steaua fără nume”, fiind cea mai tânără laureată a trofeului. În această perioadă (1986-89), popularitatea Loredanei crește, în special datorită concertelor și turneelor la care a participat. În acest sens, a avut lungi turnee prin țară (de ordinul lunilor), în fiecare zi concertând în cel puțin trei spectacole, uneori și mai multe, iar vara susținând epuizante concerte-maraton (câte opt concerte pe seară) în diferite locații și localități. Tot în perioada 1986-89, este prezentă pe un număr mare de compilații apărute la Casa de discuri „Electrecord”. De asemenea, participă la ediții ale Festivalul anual al melodiilor de la București și la Concursul cântecului politic pentru tineret. Are și o apariție remarcabilă în programul de Revelion.
La concursul „Melodii ’86” participă cu melodiile „Mă întreb ce să fac?” și „Despre dragoste”. În ultima seară a concursului, Loredana este prezentă cu un recital. În acest an, Loredana lansează șlagărele: „Alege drumul” (Dani Constantin//Eugen Dumitru) „Pentru iubirea ta” (Jolt Kerestely /Angel Grigoriu, Romeo Iorgulescu) și „De n-ar fi iubirile” (Jolt Kerestely/).
Seria turneelor externe a început în 1987, în Israel, unde a avut alături de Teatrul de Revistă „Constantin Tănase”, cu peste 20 de concerte în săli de peste cinci mii de locuri. În perioada 10-12 iulie, la cea de-a doua ediție a Concursul bianual de Muzică de dans pentru tineret de la Costinești, unde a avut un succes neașteptat cu piesa „Nu pot să cred” (Alexandru Simu / Eugen Dumitru), care se clasează pe locul III, este remarcată de celebrul compozitor Adrian Enescu (membru al juriului), care-i încredințează compoziția „O inimă de 16 ani”. Aceasta piesă devine, în scurt timp, un șlagăr. Vocea Loredanei apare pe coloana sonoră a filmului “Zâmbet de soare” (regia: Elisabeta Bostan), pe muzica lui Marius Țeicu. Participă la Festivalul de Muzică Ușoară de la Mamaia’87 (26 - 30 august), cu melodiile „Cu tinerețea în suflet” (Dan Beizadea/Viorela Filip) și „Hai vorbește!” (Aurel Manolache/Sașa Georgescu). Într-una din serile Festivalului, Loredana este prezentă cu un recital. Loredana afișează un ruj de buze de o culoare stridentă „nedemnă pentru niște tinere comuniste”.
„Îți citesc în ochi”, „Măcar o clipă”, „Tu și eu” și „Să-ți spun adio”, compuse tot de Adrian Enescu, sunt alte patru șlagăre ale Loredanei, lansate în 1987. Înregistrează împreună cu Dida Drăgan, Aura Urziceanu, Elena Cârstea, Gabriel Cotabiță, melodia „Voi, oameni de mâine” (muzica: Anton Șuteu).
La piesa „O inimă de 16 ani” s-a realizat și primul videoclip din cariera Loredanei, regizat și filmat de Cătălin Cățoiu. Adrian Enescu îi propune Loredanei realizarea unui întreg album. Așa s-a născut albumul „Bună seara, Iubito!” (cu piese compuse de Adrian Enescu, pe versurile lui Lucian Avramescu), înregistrat în 1987 și apărut în 1988 la casa de discuri Electrecord. Inițial proiectul fusese gândit pentru o altă solistă. Adrian Enescu tocmai descoperise o fată care cânta rock, Sorina Moldvai, cu care a imprimat șase piese ce au devenit materialul muzical pentru albumul care s-a numit „Bună seara, iubito„. Se întâmpla în 1986. De îndată ce proiectul a fost finalizat, Sorina a fugit din țară și înregistrările nu au mai ieșit pe piață. Un an mai târziu, Adrian Enescu o remarcă pe Loredana Groza. „Am luat legătura cu ea, a venit la mine acasă și am înregistrat mai întâi două piese, apoi tot proiectul, care includea, evident, și «Bună seara, iubito». Eu deja lucrasem cu Sorina (care pur și simplu a improvizat linia melodică care ulterior a devenit faimoasă) deasupra imprimării cu vocea lui Pino (n.r. - Ion Caramitru). În două zile, am tras «n» variante cu Loredana, dintre care am ales-o pe cea care se știe„, își aduce aminte Adrian Enescu. Înregistrările au fost făcute în casa compozitorului, care își amenajase propriul studio, dotat cu toate echipamentele necesare, aduse din străinătate.
În anul 1988 s-a realizat cel de-al doilea videoclip la piesa „Îți citesc în ochi”. La concursul „Melodii’87”, Loredana participă cu melodiile „Îți citesc în ochi” și „Măcar o clipă” (ambele compuse de Adrian Enescu) care câștigă Premiul CC al UTC. În prima seară a concursului, Loredana susține un recital de mare succes. În luna martie, Loredana efectuează un turneu în Polonia cu Gabriel Cotabiță și formația Holograf. Loredana este interzisă pe postul național de televiziune (din acest an și până la evenimentele din decembrie 1989, Loredana apare foarte rar la Televiziunea Română, singurul canal tv de atunci).
Este lansată piesa „Bună seara, iubito!”, cântată în duet cu Ion Caramitru, care are un succes cu mult peste așteptări și este considerat cel mai celebru șlagăr al Loredanei. Piesa a fost interzisă șase luni, din cauza versurilor șocante, puternice, prea directe pentru acele vremuri. „Cei de la Electrecord și Radio nu au vrut să imprime și să difuzeze discul în forma propusă de mine și mi-au cerut să schimb textul. Nu am fost de acord și le-am zis că mai bine țin piesele în sertar decât să le modific. Toate melodiile de pe acel disc erau pe versurile lui Lucian Avramescu, pe care îl admir și îl respect foarte mult”, povestește Enescu. Poetul, care pe atunci lucra la „Scânteia tineretului”, a stârnit un mic iureș și piesa a început să fie difuzată la radio, dar numai după 12:00 noaptea. Doar pentru o scurtă vreme, deoarece a fost iarăși interzisă. În acest timp, Loredana mergea în concerte prin toată țara și cânta „Bună seara, iubito”, alături de celelalte cinci piese semnate de Adrian Enescu. „Așa a devenit cunoscută: nu prin radio, nu prin televiziune, nu prin disc. Abia în 1988, după ce cântecul devenise celebru în sălile de spectacole, mi-au dat voie să imprim vinilul. S-a vândut într-un tiraj demențial pentru acele timpuri. La televiziune a apărut abia la sfârșitul lui ’88”, spune compozitorul. Bună seara, iubito a avut parte și de recunoaștere internațională. Asociația Posturilor de Radio din Europa, cu sediul în Olanda, l-a premiat pe Adrian Enescu pentru „Bună seara, iubito” – „Cântecul inovativ al anilor ’80-’90”, în 2001. „Bună seara, iubito” a făcut mari furori și încă mai face, dar nu sunt un om care să trăiască din amintiri”, spune Adrian Enescu.
În vară este lansat, la casa de discuri „Electrecord”, albumul de debut al Loredanei „Bună seara, iubito!”. Deși albumul nu a fost promovat pe postul național de televiziune iar la Radio nu era difuzat decât la ore târzii, acesta a avut un succes fulminant, fiind vândut în peste 1 milion de exemplare, un record absolut de vânzări. Participă la Gala Festivalului Internațional de Șlagăre de la Dresda în R.D.Germană, unul din cele mai apreciate festivaluri de muzică ușoară din estul Europei unde interpretează „Îți citesc în ochi” (Adrian Enescu) și „Nu pot trăi fără dor” (M. Țeicu). A efectuat turnee în R.D.G.- fosta Republică Democrată Germană (cu trupa Romanticii, într-un turneu de 2 luni), Bulgaria, Polonia, toate recitalurile susținute fiind live. La cea de-a XXI-a ediție a “Festivalului Tinereții de la Amara” (Ialomița), desfășurat în perioada 4 - 7 august, Loredana susține un recital.
Participă la Festivalul de Muzică Ușoară de la Mamaia’88 (31.08 - 4.09) cu melodiile „Nu te cred” (Aurel Manolache/Sașa Georgescu) – locul III la Creație și „Poate dragostea” (Mihai Grigoriu/Romeo Iorgulescu). Loredana este prezentă în cadrul Festivalului și cu un recital. Loredana este prezentă pe albumul eponim al lui Mihai Pocorschi, cu piesa „Pentru voi” (muzică și text Mihai Pocorschi), cântată cu Mihai Pocorschi, Doina Matei, Ioan Luchian Mihalea și Grupul „Song”. În luna noiembrie, Loredana susține un recital la cea de-a IX-a ediție a Concursului Interjudețean de Muzică Ușoară „Stelele Cetății”, desfășurat la Deva.

### 1989
În acest an, Loredana lansează noi șlagăre scrise de Adrian Enescu, pe versurile lui Lucian Avramescu („Un buchet de trandafiri” „Joc matematic”, „Zăpada palmei tale”, „Iubirea, cartea mea de oftat”, „Scrisoare simplă”) precum și „În fiecare zi” (Ion Cristinoiu/R.Rojescu), și „Lumea e pentru noi făcută” (O.Firulescu/Dan V. Dumitriu); cea din urmă melodie fiind un duet cu Adrian Daminescu.
La sfârșitul lunii martie, Loredana susține un recital la cea de-a XIX-a ediție a Concursului „Steaua Litoralului”, desășurat la Constanța. În luna mai, Loredana susține o serie de turnee în Sighișoara, Bistrița și Făgăraș. În iunie 1989, la Galați, a cântat în fața unui număr record de spectatori – aproximativ 120.000 –, în trei spectacole care au avut loc în aceeași zi, pe stadionul din localitate. În perioada 6 – 22 iunie 1989 efectuează un turneu în R. D. Germană. În vara lui 1989, a concertat în Coreea de Nord, unde a cântat în cadru unui Festival Internațional pentru Tineret alături de Holograf, Doru Căplescu, Silvia Dumitrescu etc. Pe parcursul verii, Loredana susține o serie de concerte la discoteca Vox Maris din stațiunea Eforie Nord.
În 1989 participă la Festivalul de Muzică Ușoară de la Mamaia '89 (30.08 - 3.09), cu melodiile „Muguri pentru viitor” (Octav Firulescu/ D.V. Dumitriu) și, în afara concursului, cu „Pentru inima planetei” (Cornel Fugaru/Dan V.Dumitriu), cântată în duet cu Mihaela Runceanu, Mirela Voiculescu-Fugaru, Gabriel Cotabiță și Bogdan Bratu. Într-una din serile Festivalului, Loredana susține un nou recital. În septembrie 1989, la a IV-a ediție a Concursul bianual de Muzică de dans pentru tineret de la Costinești, participă cu melodiile „Dacă vrei” (Octav Firulescu) și „De-aș fi o stea” (Mircea Drăgan).
În același an, Loredana a concertat timp de o săptămână în R. F. Germană, în Berlinul de Vest, în cadrul unui Festival de Muzică Etno unde a interpretat piese din repertoriul său, dar și cântece tradiționale românești, alături de mari instrumentiști români. Acesta a fost mobilul care l-a determinat pe Adrian Enescu să înceapă realizarea unor prelucrări de muzică lăutărească, prima dintre ele fiind „Cip-cirip”, care s-a bucurat de succes în Germania. La începutul lunii decembrie 1989 a apărut pe piață cel de-al doilea album al Loredanei, în colaborare cu Adrian Enescu (muzica) și Lucian Avramescu (versurile), „Un buchet de trandafiri”, care repetă succesul primului album.

### 1990
După căderea regimului comunist din 22 decembrie 1989, Loredana a hotărât să-și încerce norocul și în alte țări, pentru a stabili un contact mai strâns cu locurile de unde vine muzica adevărată și unde există oameni cu experiență notabilă în domeniu. Astfel, în Marea Britanie, la Londra (prin impresarul David Stones și sub patronajul Alteței sale regale, prințesa Margareta), a susținut un concert memorabil la Palladium Hall (sala unde au concertat The Beatles și Rolling Stones), alături de The Drifters, Tom Jones și alte nume celebre. Acolo a cunoscut producători renumiți, printre cei mai importanți din Mare Britanie. Tot atunci Casa de discuri „Virgin Records” i-a propus un contract, dar care, din motive obiective, nu s-a realizat.
Cu ocazia Campionatului Mondial de Fotbal „Italia '90”, Loredana pleacă în Italia (împreună cu Silvia Dumitrescu și Elena Cârstea), unde reușește să pătrundă repede pe piața muzicală, participând la multe show-uri televizate de maximă audiență. Printre acestea se numără colaborarea cu posturile de televiziune Rai 1, Rai 2, Rai 3, Canale 5. A susținut peste 100 de concerte de-a lungul și de-a latul Italiei, din Sicilia și până în nordul Italiei. A realizat cântece cu Cristiano Malgioglio, a cântat alături de Rita Pavone și Tedi Reno. În următorii ani va efectua în mod frecvent turnee în Italia.
În vara anului 1990, Loredana participă la Festivalul de Muzică Ușoară de la Mamaia ’90. În cadrul Festivalului, Loredana susține un nou recital. Tot în 1990, filmează clipul piesei „Cip - cirip” în regia Doinei Anastasiu.

### 1991–1993
În 1991 câștigă marele premiu al Festivalului Internațional București ’91, cu piesa „Dacă pleci” (Marin Petrache-Pechea). Efectuează noi turnee în Italia.
În 1992, participă din nou la Festivalul de Muzică Ușoară Mamaia ’92, cu melodiile „Te-am uitat” (Marius Țeicu/Dan V. Dumitriu) și „Ce va fi cu iubirea mea?” (Marius Țeicu/Eugen Rotaru). Piesa „Ce va fi cu iubirea mea?” (Marius Țeicu) cucerește Premiul I la secțiunea Șlagăre. Melodia devine un alt mare șlagăr al Loredanei, care beneficiază de un videoclip produs de TVR, în regia Luminiței Dumitrescu.
În 1993, filmează un clip controversat la piesa „Uitare” în regia lui Cătălin Cățoiu. Începe colaborarea cu Direcția 5, cu Răzvan Mirică și Marian Ionescu, alături de care începe lucrul la un nou album, „Atitudine”. Tot în 1993 colaborează cu celebrul compozitor Vladimir Cosma, la Paris. Loredana va sta timp de șase săptămâni în capitala franceză, unde imprimă împreună cu Vladimir Cosma niște melodii pentru coloana sonoră a unui film de televiziune. Efecuează apoi un nou turneu în Italia. Participă la Festivalului Internațional București ’93 cu melodia „Vino la mine” (Cornel Fugaru/Mirela Voiculescu-Fugaru). În același an, participă la Festivalul de Muzică Ușoară Mamaia ’93 (22-25 iulie), cu melodia „Vino la mine” (Cornel Fugaru / Mirela Voiculescu-Fugaru).
În acea vară, Loredana a debutat în cinematografie. Filmează „A doua cădere a Constantinopolului” (1994, regia Mircea Mureșan), care este fimat parțial și în Istanbul. În toamna aceluiași an, pornește într-un turneu epuizant de două luni în Canada și S.U.A., unde a străbătut aproape toate statele americane.

### 1994
Filmul „A doua cădere a Constantinopolului” produsă de Astra 22 și Disim Conpro (prima comedie post-decembristă, care îi are în distribuție pe Stela Popescu, Alexandru Arșinel, Jean Constantin, Aurelian Temișan, Dem Rădulescu ș. a.) are premiera pe 6 ianuarie 1994 și este urmărit de nu mai puțin de 1,4 milioane spectatori, reprezentând un record de încasări în România. În luna iulie este lansat albumul „Atitudine”. Printre șlagărele ce se regăsesc pe acest album se numără: „Lili și puștiul”, „O fată singură-n noapte”, „Nu adio”, „Exit-stage”, „Iar”. Stilul albumului „Atitudine” era cu totul diferit față de tot ce înregistrase până atunci și se remarcă prin folosirea din abundență a instrumentelor acustice. Atunci Loredana a început să se implice din ce în ce mai mult în partea de creație a pieselor și a textelor, versurile albumului „Atitudine” purtând semnătura Loredanei. Albumul a fost produs de Ami Simon (Disim) și Ada Vertan (Astra22), care susțin și realizarea unui concert impresionant live. Pe 8 iulie, cu prilejul lansării albumului „Atitudine„, Loredana susține un impresionant concert live, la Sala Palatului, cu 25 de instrumentiști pe scenă (Direcția 5 și bigbandul Radio dirijat de Ion Cristinoiu) și două trupe de balet, dintre care una condusă de Adina Cezar. Concertul a durat o oră și 45 de minute.
Participă la Festivalul de Muzică Ușoară Mamaia ’94, cu piesa „Poate că azi, poate că mâine” (muzica Andrei Tănăsescu și Bogdan Toader) cântată în duet cu Aurelian Temișan. În cadrul Festivalului, Loredana a susținut un recital care a „electrizat” spectatorii. În vara anului 1994 Loredana joacă alături de George Mihăiță, Tamara Buciuceanu-Botez și mulți alții în filmul „Paradisul în direct” (1995, regia Cornel Diaconu) o producție Astra22, cu finanțare 80% Disim.
Același concert care a avut loc la Sala Palatului este prezent și pe scena Festivalului Cerbul de Aur de la Brașov, în toamna anului 1994. La această ediție a Festivalului Cerbul de Aur, Loredana a reprezentat țara noastră la secțiunea Videoclip. În această perioadă, filmează videoclipul piesei „O fată singură-n noapte”, produs de TVR, în regia lui Dan Manoliu.

### 1995
În ianuarie, este lansat filmul „Paradisul în direct” care are un succes mare de încasări, cca 500.000 de spectatori, produs de Astra 22 și finanțat de Disim. În 1995 a susținut alături de Direcția 5 concerte live în toată țara, sub titulatura „Loredana și Direcția 5”. Loredana și Direcția 5 participă la Festivalul de Muzică Ușoară Mamaia ’95 cu „O fată singură-n noapte” (Marian Ionescu, Răzvan Mirică/Loredana) care obține Premiul II la secțiunea Șlagăre. Fiind o ediție jubiliară (a 25-a ediție), Loredana participă la rememberul sentimental alături de alte mari nume care s-au lansat la Mamaia. În același an a lansat un nou album în colaborare cu Direcția 5: „Născută toamna”, produs de Sabina Product, culminând cu un alt concert live la Teatrul „Ion Creangă”, urmat de un alt turneu prin țară.
Apare clipul „Secretul” în regia lui Dan Manoliu, produs de TVR. În vara lui 1995 Loredana are o scurtă apariție (Special Guest Star) în filmul „Asphalt Tango” (regia Nae Caranfil). Filmul va avea premiera în 1996 și va avea un succes atât la public, cât și la critici.

### 1996
Loredana și Direcția 5 participă la Festivalul de Muzică Ușoară Mamaia ’96, unde susțin și un recital prezentat de casa de discuri „Electrecord”. Tot în 1996, Loredana prezintă împreună cu Ricky Dandel Festivalul Cerbul de Aur de la Brașov. Apare clipul „Nostalgia” în regia lui Dan Aldea (produs de Antena 1).
Loredana lansează pe piață un nou album cu Direcția 5: „Tomilio”. Loredana va primi în 1997 premiul Discul de Aur decernat de „Electrecord”, pentru albumul „Tomilio”, apărut la această casă de discuri. Loredana și Direcția 5 susțin un recital în cadrul celei de-a XXIX-a ediții a „Festivalului Tinereții de la Amara” (Ialomița), care are loc în perioada 2-4 august. La sfârșitul anului 1996, Loredana și Direcția 5 încep colaborarea cu Pro TV.

### 1997
Continuă seria turneelor prin țară împreună cu Direcția 5. În 1997-98, Loredana și Direcția 5 mai lansează și șlagărele „Cine te crezi?”, „Ploi”, „Doar ea”, „Fără tine”. Continuă colaborarea cu Pro TV, care-i produce, în 1997, un nou videoclip la piesa „Nu-mi pasă”, regia și scenariul fiind semnate de Laurențiu Rusescu. Al doilea clip în colaborare cu Media Pro a fost la piesa „Genul meu”, tot în regia lui Laurențiu Rusescu. În paralel cu aparițiile în concert, înregistrează două cântece pentru Pro TV: „Amândoi” și „Pro TV e al tău”, la care se realizează și videoclipuri.
A urmat un concert unplugged la Teatrul Național. În vara anului 1997, Loredana și Direcția 5 susțin un recital de mare succes la Festivalul de Muzică Ușoară Mamaia ’97. În ciuda ploii torențiale din seara recitaului, spectatorii au dansat și cântat șlagărele Loredanei. Loredana a făcut parte din juriul Festivalului la secțiunea „Interpretare”.

### 1998
În 1998 filmează videoclipul piesei „La Femina” în regia lui Laurențiu Rusescu (produs de Media Pro). Loredana continuă și în acest an seria turneelor prin țară împreună cu Direcția 5.
Pe 10 iunie 1998 (de ziua ei de naștere), Loredana se căsătorește cu Andrei Boncea, directorul executiv al Media Pro. În ciuda sarcinii, Loredana a susținut concerte cu Direcția 5 până în luna mai. Pe 14 iulie 1998, se naște fetița Loredanei și a lui Andrei Boncea, Elena. În toamna anului 1998, Loredana întrerupe colaborarea cu Direcția 5. În același an câștigă 2 Premii Ballantine’s pentru: „Cea mai bună cântăreață pop” și pentru „Cel mai bum album pop” - „Tomilio”.
1998 a fost anul în care Loredana a lansat, în luna decembrie, maxi-single-ul „Lumea e a mea” înregistrat cu B.U.G. Mafia și produs de Media Pro Music, piesa care dă titlu acestui single având un succes fantastic. Videoclipul – și acesta foarte apreciat – este semnat de Bogdan Albu.

### 1999
Anul 1999 aduce un nou EP care va însemna pentru Loredana un nou succes: „Aromaroma”. La acest album Loredana a lucrat cu Răzvan Mirică (un mai vechi colaborator de la albumul „Atitudine”), Marijuana, Sișu și Puya. Videoclipul piesei „Aromaroma” – produs de Media Pro Music – este semnat de Camil Tulcan.
Pe 10 iunie, cu prilejul lansării albumului „Aromaroma” (care a avut loc de ziua ei de naștere), Loredana susține concertul ICoTOPIA la baza Keoke din București alături de trupa Noua Romă (dizidență din Direcția 5). Loredana câștigă Premiul A.P.T.R. (al Asociației Profesioniștilor de Televiziune din România) și al criticilor muzicali.

### Anii 2000
În 2000 Loredana a colaborat cu formația Șuie Paparude, fiind invitată să cânte două piese de pe albumul „Urban”. În toamna aceluiași an, Loredana pozează în numărul aniversar al revistei Playboy, care s-a vândut în peste 150.000 de exemplare. Ședința foto a avut loc în Grecia, pe insula Santorini.
După 10 ani, Loredana a reînnoit colaborarea cu Adrian Enescu, care semnează partea de creație a noului album al Loredanei, „Diva Inamorata”, care este lansat pe 14 februarie 2001. Albumul conține patru cântece noi (care sunt redate folosind teme muzicale clasice: opera „Turandot” de Puccini, Simfonia a 9-a de Dvořák, „Lacul lebedelor” al lui Ceaikovski, respectiv lucrarea „Variațiuni pe o temă de Paganini”, semnată de Rahmaninov) și câteva remixuri ale unor șlagăre mai vechi ale Loredanei („Joc matematic”, „Scrisoare simplă”, „Tu și eu” și „Bună seara, iubito!”). Pentru „Bună seara, iubito!” s-a pus pe acest album nu mai puțin de patru remixuri, pentru „a preciza mai exact ce a însemnat această fantastică piesă pentru cariera mea, piesă compusă de Adrian Enescu”, a declarat Loredana. Prima piesă promovată de pe acest album este „Diva Inamorata”, care beneficiază de un videoclip, produs de Media Pro Music, în regia lui Ducu Darie. A doua piesă promovată de pe acest album este un remix al șlagărului “Bună seara, iubito!”, realizat de Vlad Cernea.
Au urmat două albume de inspirație folclorică: Agurida în 2002 și Zaraza. În 2003 a lansat Fata cu șosete de diamant urmat de Extravaganza (2005) și Jamparalele (2006).
În 2006, a fost gazda MTV Romania Awards. În 2007 a cântat în deschiderea concertului lui George Michael de la București. În 2008 joacă rolul Rodiei în „Inimă de țigan” și „Regina” și realizează piesa „Tzuki”, în al cărei videoclip o imită pe Madonna din videoclipul Hung Up. În 2009 lansează albumul Sundance, înregistrat în Statele Unite, care abordează genurile o fuziune între pop, electro, dance și rock și care este primul album al Loredanei în limba engleză.
În 2010 lansează piesa brit-pop „Rain, Rain” La sfârșitul anului lansează Iubi Land, compus din 12 cântece de inspirație folclorică, concertul de promovare al acestui album fiind filmat în 3D.
În 2012 lansează piesa „Apa” alături de Cabron care are un mare succes, fiind multe luni cea mai difuzată piesă la radio. În toamna aceluiași an susține la Sala Palatului concertul intitulat „Dragoste”. În 2013 câștigă premiul Radio România pentru Artistul Anului. Susține la Sala Palatului concertul sold out „Magic”. În 2014 urmează un nou mare concert la Sala palatului „Reveria”. Apoi un turneu național în cele mai importante orașe ale țării. În 2015 concertul la Sala Palatului pentru a 4-a oară consecutiv „Imaginarium” și încă un turneu național. Tot în 2015 lansează albumul „Imaginarium” pe care include piese noi precum „A ta mireasă”, „Venus și marte”, „Miroși a dragoste”. În 2016, pentru a 5-a dată consecutiv, susține la Sala Palatului concertul „Sentimente” și lansează în premieră piesa „Ziua de azi”. În 2017 susține concertul „Ador” la Sala Palatului, fiind sold out. În 2018 și 2019 joacă în musical-urile „Mamma Mia” și „We will rock you”, susținute prin toată țara, interpretând rolurile Dona Sheridan (în „Mamma Mia”) și Killer Queen (în „We will rock you”).
A fost jurată la Vocea României în primele 7 sezoane (2011-2017), iar în prezent prezintă emisiunea „Next Star” de la Antena 1.

## Albume
Sursa:
- 1988 - Bună seara, iubito;
- 1989 - Un buchet de trandafiri;
- 1994 - Atitudine;
- 1995 - Nascută toamna;
- 1996 - Tomilio;
- 1998 - Lumea e a mea;
- 1999 - AromAroma (EP);
- 2001 - Diva Inamorata;
- 2001 - Agurida;

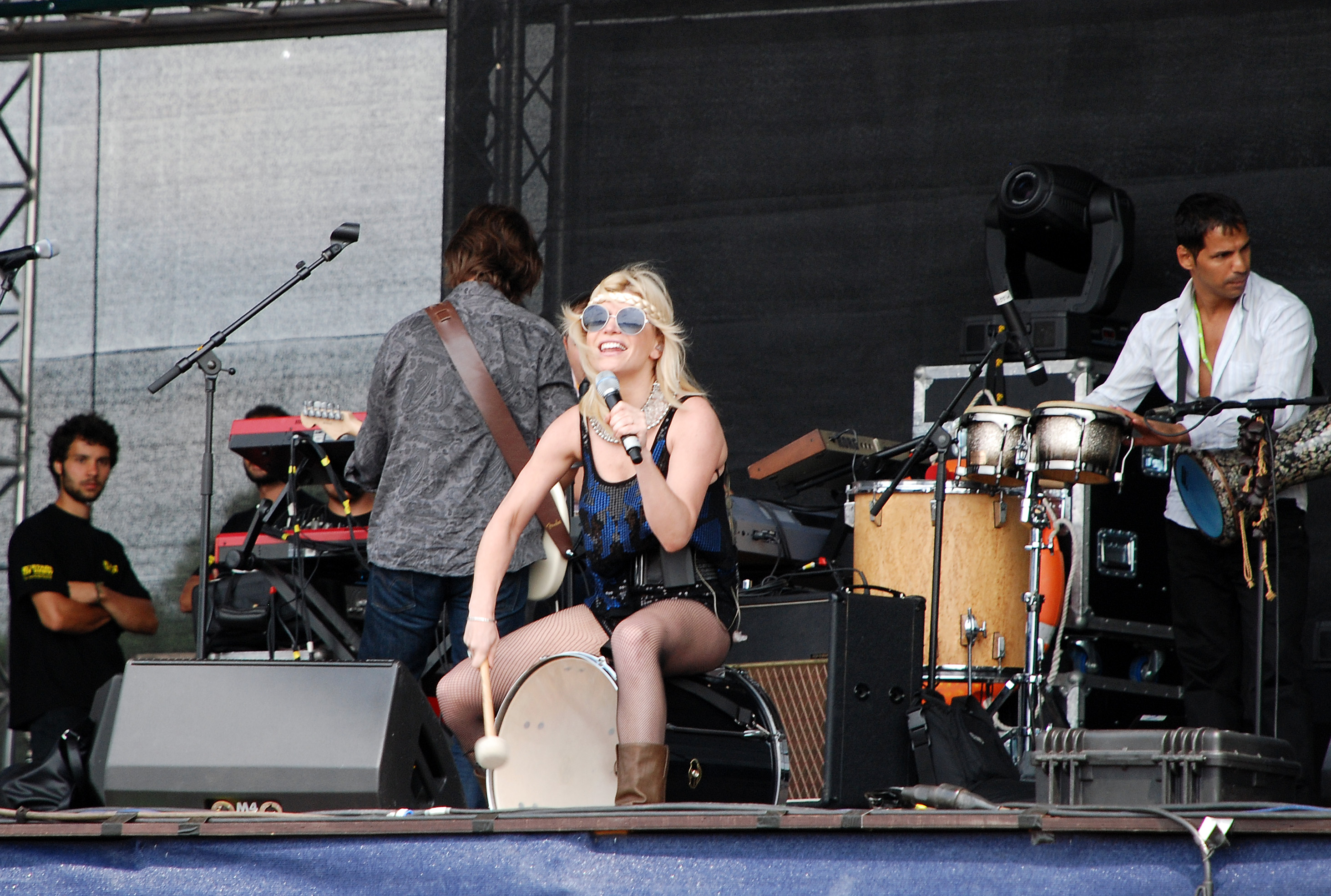
Loredana Groza la Linz Europa Hafenfest în iulie 2009

- 2002 - Zaraza, vânzătoarea de plăceri;
- 2003 - Fata cu șosete de diamant;
- 2004 - Zig Zagga Extravaganza;
- 2006 - Jamparalele;
- 2007 - My Love;
- 2007 - Nana nanino;
- 2007 - Made in Romanie;
- 2008 - Tzuki;
- 2009 - Sundance;
- 2010 - Iubi Land;
- 2012 - Dragoste;
- 2015 - Imaginarium;
- 2020 - Agurida XX.

### Single-uri
- Lumea e a mea - 1998;
- Rain, Rain - 2010;
- Monalisa - 2011;
- Boom Boom Boom - 2011;
- Apa - 2012;
- Viva Mamaia - 2013;
- Nu știu cine ești - 2013;
- Risipitor - 2014;
- Te iubesc - 2015;
- Val după val - 2015;
- La cârciuma de la drum - 2016;
- Unde ești - 2016;
- Ziua de azi - 2017;
- Fugit din rai - 2017;
- Avatar - 2017;
- Îngeri - 2018;
- Sex pe canapea - 2020;
- Peste București - 2020.

### Colecții de remixuri
- 2010 - Rain Rain Remixed, pentru single-ul Rain Rain lansat pe 1 iulie 2010

### Melodii pentru filme
- 1987 - Zîmbet de Soare;
- 1994 - A doua cădere a Constantinopolului;
- 1995 - Paradisul în direct;
- 2007 - Inimă de țigan;
- 2008 - Supraviețuitorul;
- 2008 - Regina;
- 2009 - Aniela;
- 2009 - Fire and Ice: Cronica Dragonilor.

### Videoclipuri
- Bună seara, iubito;
- Extravaganza;
- Le-le;
- Zig-Zaga;
- Șatra în asfințit;
- Regina;
- Tzuki;
- Fire and Ice;
- Lumea e a mea;
- Fără cuvinte;
- Apa;
- Viva Mamaia;
- Ochii din vis;
- Like a rockstar;
- Depărtare;
- Toată noaptea;
- Nu știu cine ești;
- Lumea ta;
- Risipitor;
- Te iubesc;
- Super oferta la vise;
- Val după val;
- Vrei să mă iei;
- Miroși a dragoste;
- Venus și Marte;
- A ta mireasă;
- Casablanca;
- Obișnuiai să mă iubești odată;
- Unde ești?;
- Ziua de azi;
- La cârciuma de la drum;
- Fugit din Rai;
- Avatar;
- Balkana Mama;
- Îngeri;
- Ce ne pasă nouă?!;
- Dependența mea;
- Damdiridam;
- Sex pe canapea;
- Golan.

## Filmografie

### Filme
- A doua cădere a Constantinopolului (1994)
- Paradisul în direct (1995)
- Asfalt Tango (1996)
- Vacuums (2001)
- Modigliani (2003)
- Supraviețuitorul (2008) - Miss Lorry
- Minte-mă frumos (2012)
- #Selfie 69 (2016) - domnișoară de onoare

### Seriale TV
- Lori, Dan și Tanti Mili (2003) - serial TV
- Daria, iubirea mea (2006-2007) - telenovelă
- Inimă de țigan - Rodia (2007-2008) - telenovelă
- Fire and Ice: Cronica Dragonilor (2008) - Lia
- Regina - Rodia (2008-2009) - telenovelă
- Aniela (2009-2010) - telenovelă
- Moștenirea - Rodia (2010-2011) - telenovelă
- Lasă-mă, îmi place! Camera 609 - Felicia Soare (2023) - comedie romantică

### Altele
- Happy Feet 2: Mumble dansează din nou - Gloria (voce, vers.română)

## Publicații
- 2009 - Sexting [21]
- 2016 - Sentimente

## Activitate civică
Loredana apără drepturile persoanelor homosexuale. A fost ambasadorul programului „Eu sunt! Tu?“ în cadrul celei de-a noua ediții a festivalului dedicat persoanelor LGBT (lesbiene, gay, bisexuale sau transgen), GayFest organizat de organizația neguvernamentală ACCEPT.